# Hermann Arbon
Hermann Arbon (ur. 30 maja 1898 w Rewlu (obecnie Tallinn), zm. 2 czerwca 1942 w Tallinnie) – estoński polityk komunistyczny, członek Biura Politycznego Komunistycznej Partii (bolszewików) Estonii (1941-1942).
W latach 1917–1918 służył w rosyjskiej armii, 17 grudnia 1918 został aresztowany, 30 grudnia 1918 skazany na 15 lat katorgi, a w lipcu 1919 wydalony administracyjnie. W 1922 został działaczem Estońskiej Partii Robotniczej, 21 stycznia 1924 aresztowano go i w listopadzie 1924 skazano, a 7 maja 1938 zwolniono. Następnie 1938-1940 pracował w tallińskiej kasie chorych, równocześnie należał do nielegalnego Biura Komunistycznej Partii Estonii, od grudnia 1940 do kwietnia 1941 był przewodniczącym Centralnej Rady Związków Zawodowych Estońskiej SRR. Od 8 lutego 1941 do śmierci wchodził w skład Biura Politycznego KC KP(b)E, od 24 marca 1941 był sekretarzem KC KP(b)E ds. przemysłu. Został aresztowany i rozstrzelany przez Niemców.